# 南彼得曼山脈
南彼得曼山脈（德語：Südliche Petermannkette）是南極洲的山脈，位於毛德皇后地的沃爾塔特山脈，屬於彼得曼山脈的一部分，全長22英里，該山脈由德國探險隊發現。